# Les Hauts-de-Chée

Les Hauts-de-Chée este o comună în departamentul Meuse din nord-estul Franței. În 2010 avea o populație de 734 de locuitori.

## Evoluția populației
| An        | 1975 | 1982 | 1990 | 1999 | 2006 | 2010 |
| --------- | ---- | ---- | ---- | ---- | ---- | ---- |
| Populație | 690  | 770  | 802  | 759  | 733  | 734  |

## Personalități născute aici
- Jean Baptiste Eugène Estienne (1860 - 1936), general, inginer militar.